# Holothuria tubulosa
Holothuria tubulosa es una especie de pepino de mar de la familia Holothuriidae. Es la especie de holoturia más frecuente en el mar Mediterráneo occidental.

## Descripción
Es una holoturia cilíndrica con forma de pepino, llegando a medir hasta 40 cm de longitud y 6 cm de ancho. La boca está situada en la extremidad anterior, y está compuesta por cortos tentáculos bucales y difícilmente visibles, mientras que la cloaca está situada en la otra extremidad.
Su piel es de color moreno claro tirando a veces a rojo o violeta en la que crecen sus características papilas puntiagudas (pero blandas). La epidermis segrega una mucosa protectora, que el animal renueva regularmente. La cara inferior tiene tres hileras de pies, que son los órganos que le permiten moverse. Esta especie no tiene tubos de Cuvier.
Se corre el riesgo de confundirla con la especie Holothuria poli (igualmente muy común, pero más pequeña y a menudo cubierta de sedimento), Holothuria forskali (que posee tubos de Cuvier, pies blancos y no es retráctil) y Holothuria sanctori (que tiene un tegumento rugoso).

## Distribución y hábitat
Esta especie vive en el mar Mediterráneo (dónde es el pepino de mar más común) y en el océano Atlántico europeo (golfo de Vizcaya). Vive sobre los fondos arenosos o ricos en sedimento y en los pastos marinos; se encuentra a partir de la superficie hasta una profundidad aproximada de 100 m.

## Ecología y comportamiento
Cómo todas las holoturias de su orden, esta especie se alimenta ingiriendo el sustrato arenoso que introduce en su boca con la ayuda de sus tentáculos bucales para digerir las partículas orgánicas. De este modo, estos animales contribuyen al reciclaje del sedimento.
La reproducción es por sexo, y la fecundación tiene lugar en verano. Las holoturias adoptan después una posición erecta característica. La larva se desarrolla entre el plancton durante algunas semanas antes de fijarse para empezar su metamorfosis.

## Galería de imágenes

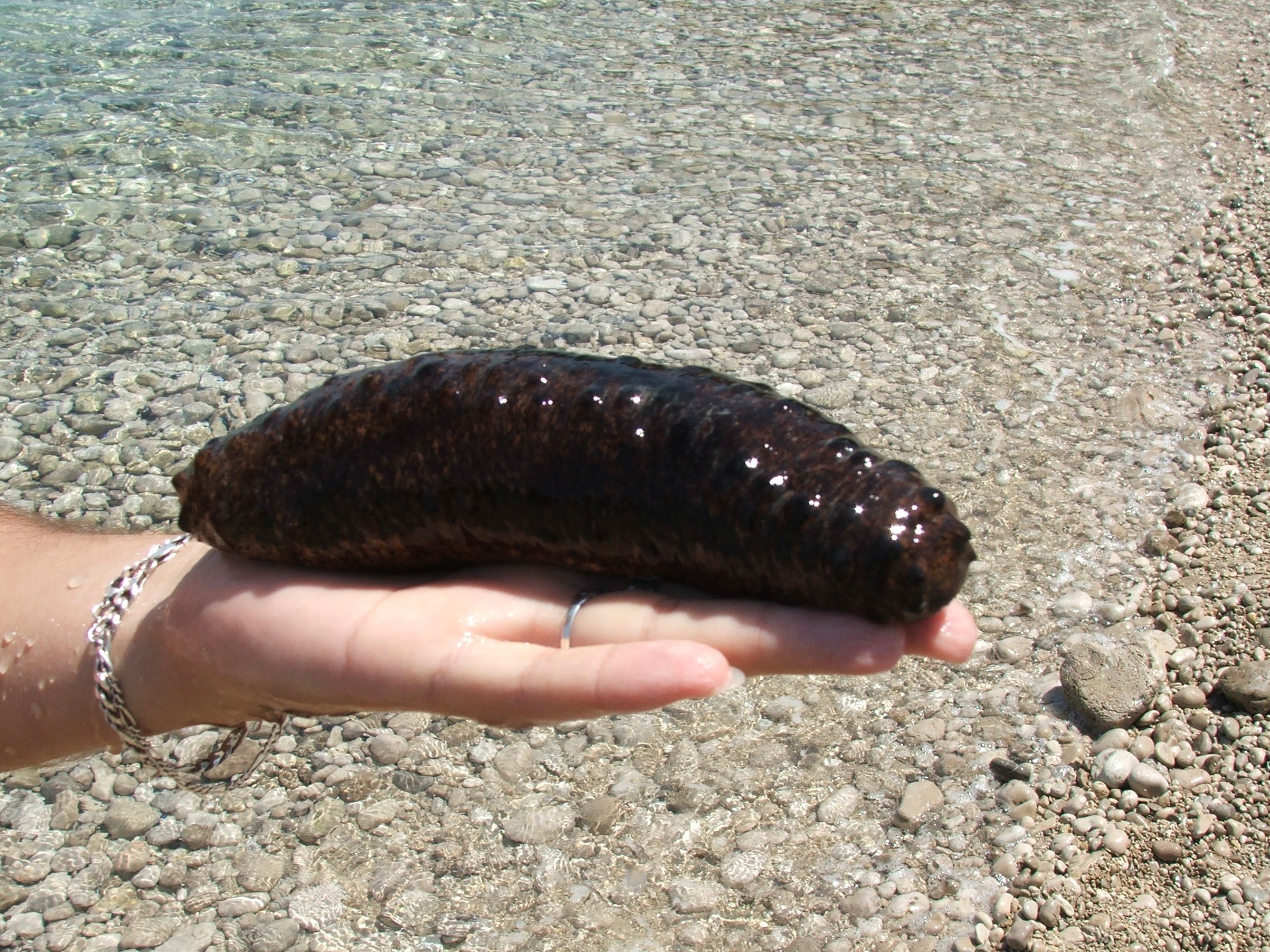
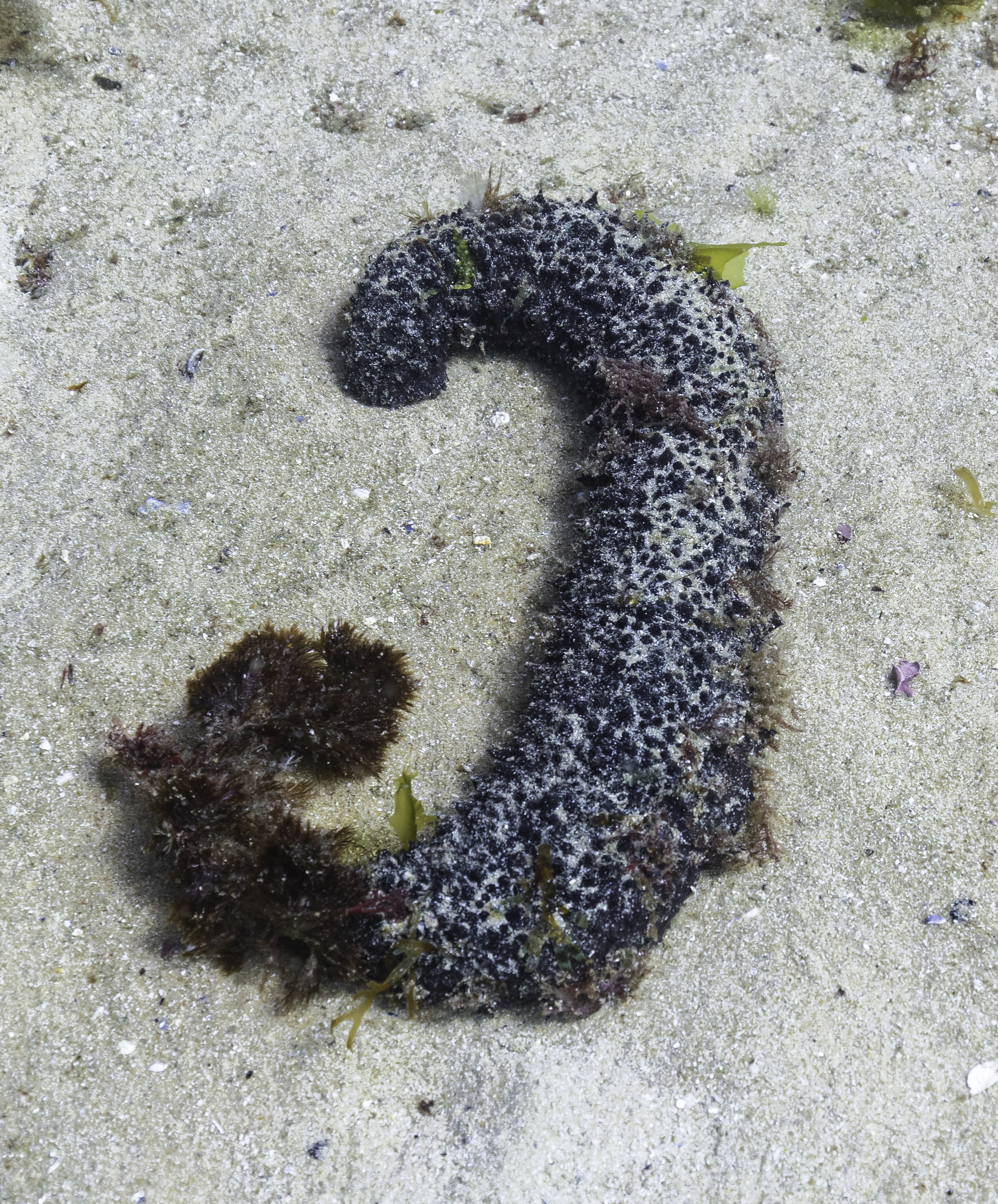
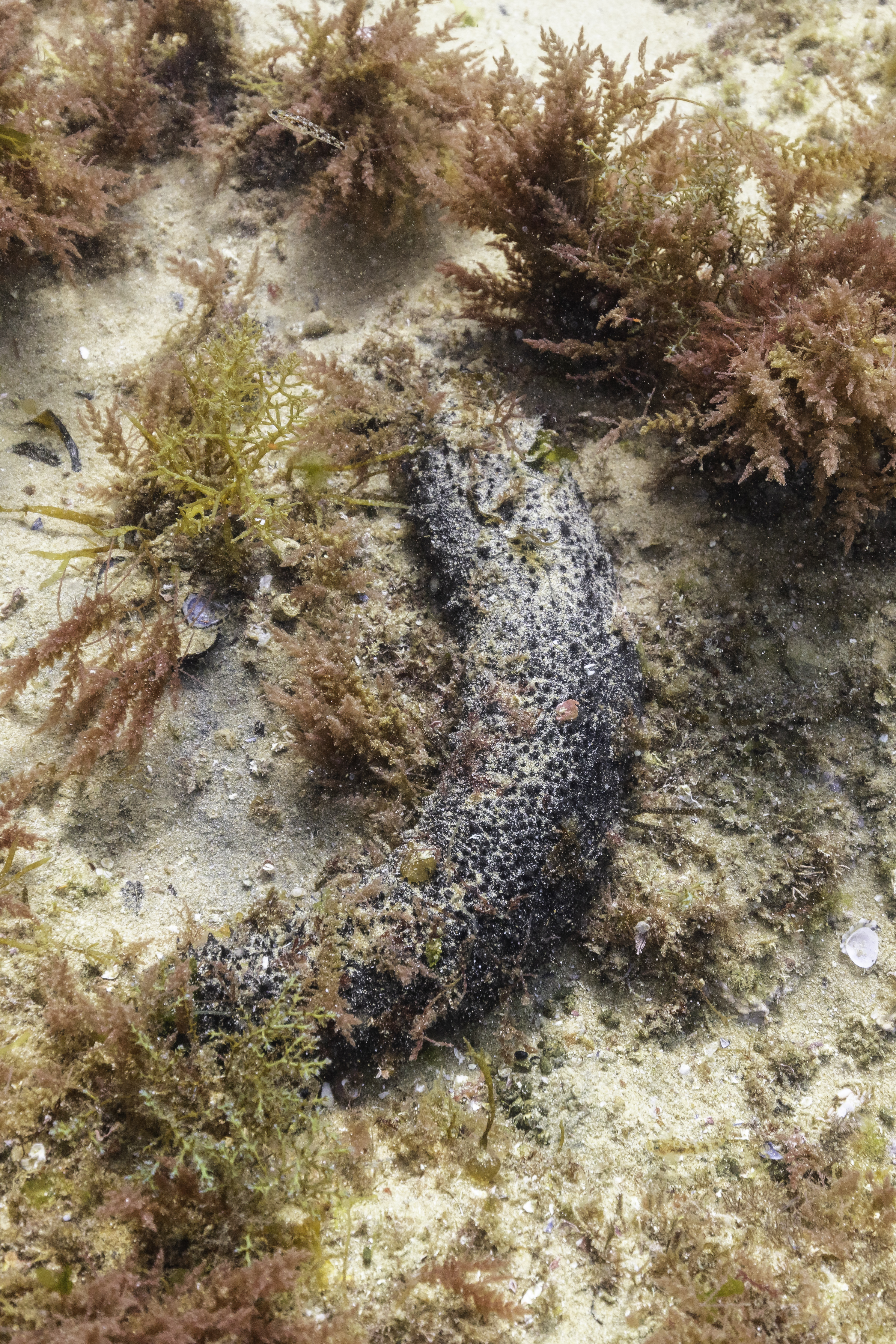
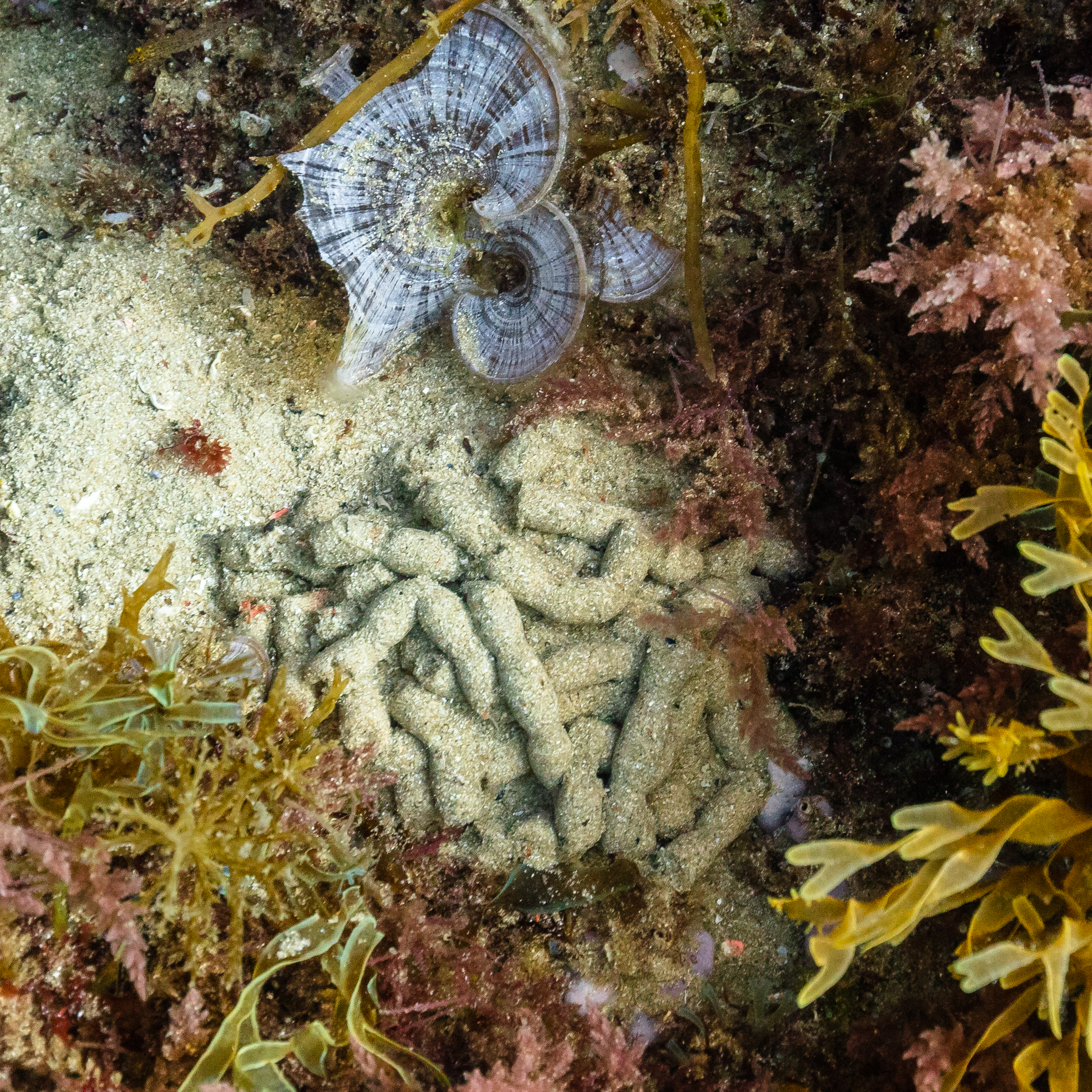
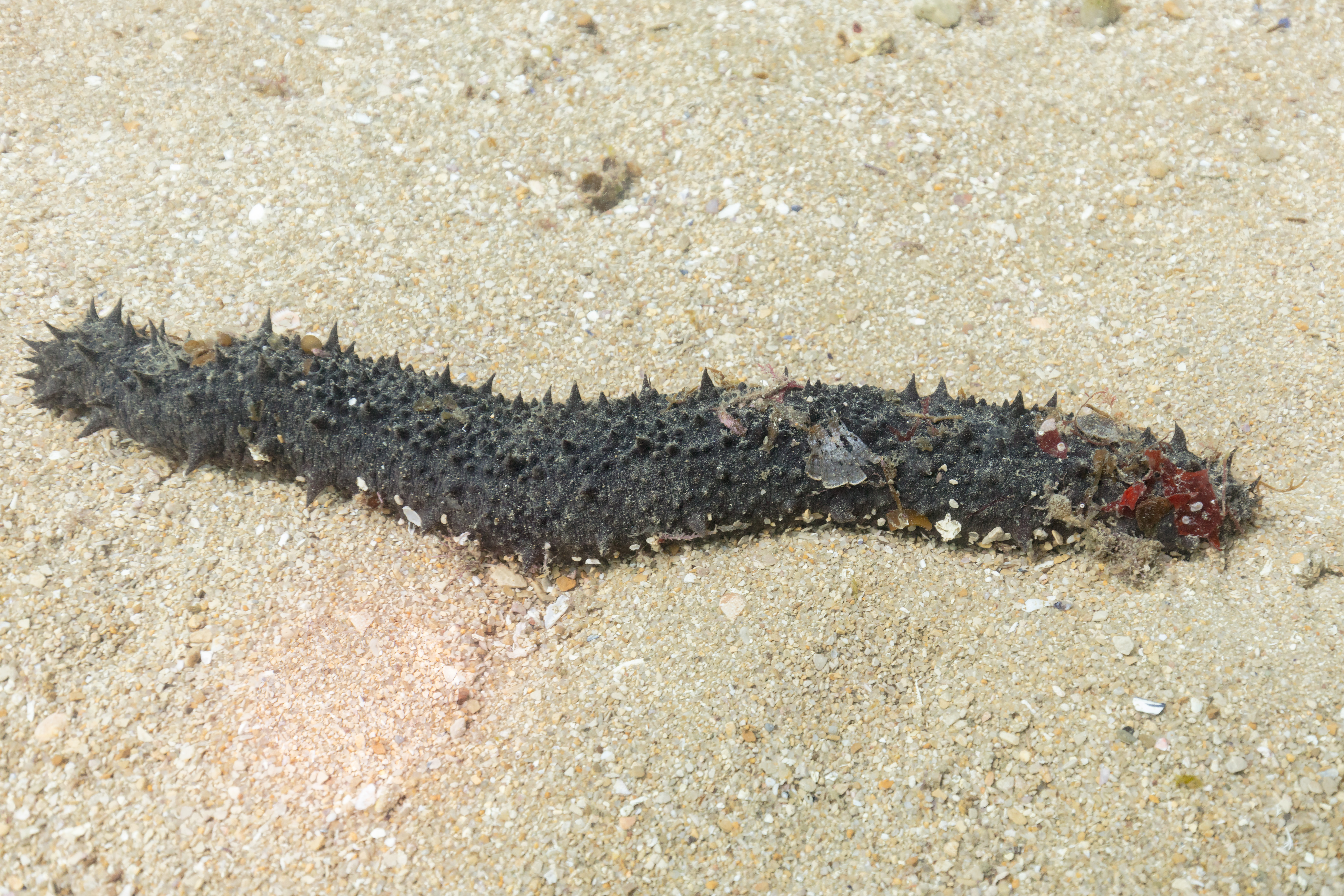
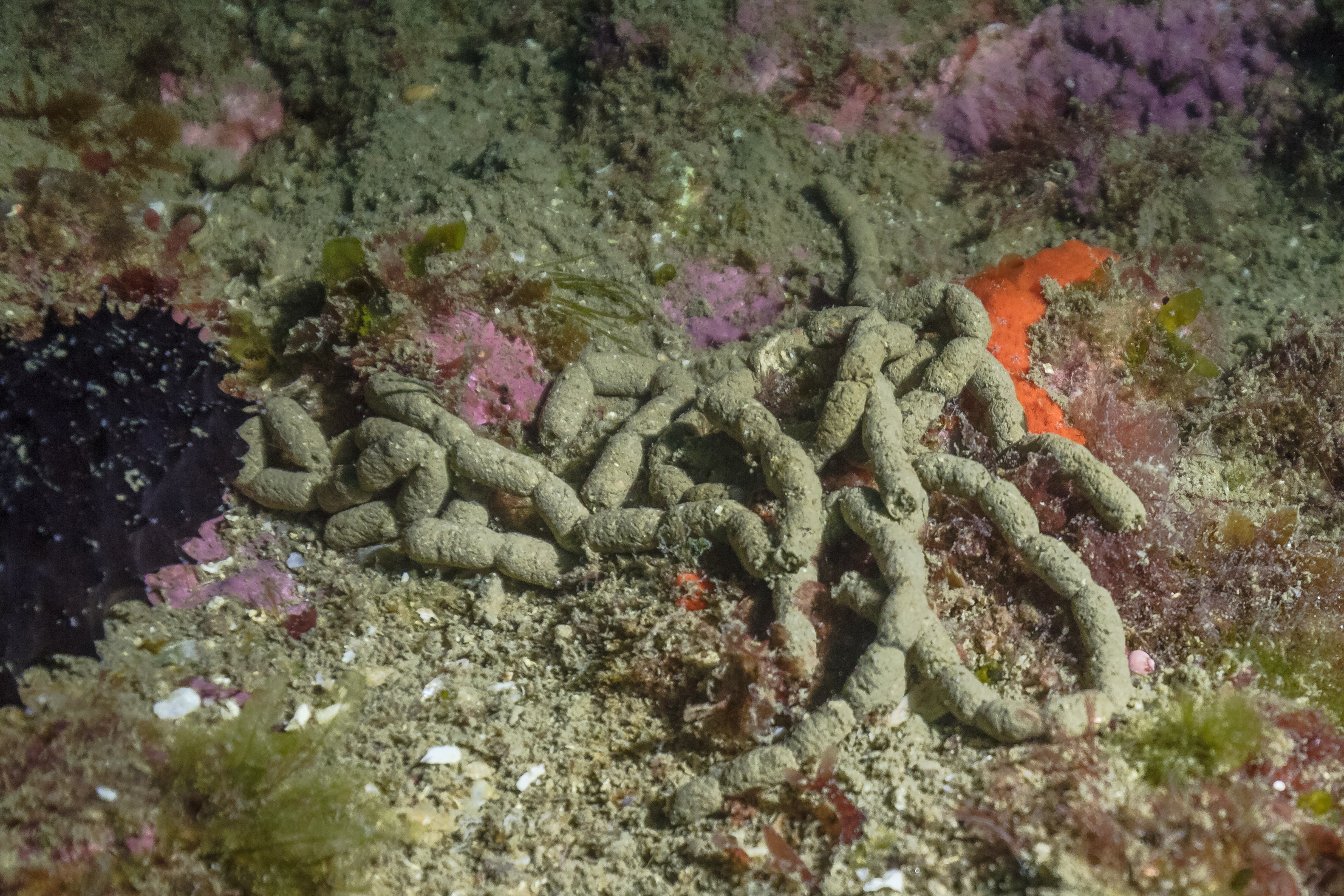